# Гейдж, Генри, 3-й виконт Гейдж
Генри Гейдж, 3-й виконт Гейдж (англ. Henry Gage, 3rd Viscount Gage; 4 марта 1761 — 29 января 1808) — британский военный, политик и пэр.

## Биография
Родился 4 марта 1761 в Монреале (современная Канада). Старший сын генерала Томаса Гейджа (1719/1720 — 1787), военного лидера британских войск в начале Американской революции, и Маргарет Кембл (? — 1824). Он получил образование в Вестминстерской школе.
Он вступил в британскую армию и в 1777 году получил чин лейтенанта 7-го пехотного полка (Королевские фузилеры), в 1779 году — капитаном 26-го пехотного полка и в 1783 году — майором 93-го пехотного полка. Впоследствии в 1794 году он получил временное звание подполковника, в 1798 году — полковника, а в 1805 году — генерал-майора.
Он также был капитаном Сассекского йоменского полка (1798), подполковником в 1798 году и полковником Южного Певенсийского волонтерского полка в 1803 году. В 1804 году он был произведен в подполковники-коменданты.
Генри Гейдж заседал в Палате общин Великобритании от Уорика в 1790—1791 годах.
11 октября 1791 года после смерти своего бездетного дяди, Уильяма Холла Гейджа, 2-го виконта Гейджа (1718—1791), Генри Гейдж унаследовал титулы 3-го виконта Гейджа из Касл-Айленда в графстве Керри (Пэрство Ирландии), 3-го барона Гейджа из Каслбара в графстве Мейо (Пэрство Ирландии), 2-го барона Гейджа из Хай-Медоу в графстве Глостершир (Пэрство Великобритании) и 10-го баронета Гейджа из Фирли в графстве Сассекс (Баронетство Англии), став членом Палаты лордов Великобритании.

## Личная жизнь
12 января 1789 года Генри Гейдж женился на своей кузине Сусанне Мэри Скиннер (? — 9 апреля 1821), дочери генерал-лейтенанта Уильяма Скиннера и Сьюзан Уоррен. У Генри и его жены были обширные голландские корни в Британской Северной Америке, включая семьи Скайлер и Ван Кортландт, среди прочих. Через свою жену Гейдж унаследовал большую часть американского поместья вице-адмирала сэра Питера Уоррена (Уоррен был дедушкой Сусанны). Исторические письма и документы из этого наследства были позже переданы в дар Сассекскому археологическому обществу Льюиса. Гейдж также владел рабами в Монтсеррате.
У виконта и виконтессы Гейдж было двое сыновей:
- Генри Холл Гейдж, 4-й виконт Гейдж (14 декабря 1791 — 20 января 1877)[3], старший сын и преемник отца.
- Достопочтенный Томас Уильям Гейдж (4 августа 1796 — 26 января 1855)[3], в 1824 году он женился на Арабелле Сесил Сент-Квинтин, от брака с которой у него было двое детей.

Виконт Гейдж скончался 29 января 1808 года в возрасте 46 лет. Ему наследовал его старший сын Генри Холл Гейдж, 4-й виконт Гейдж.